# Lípy u Pohledu
Lípy u Pohledu jsou staré významné stromy pozoruhodné svým vzrůstem. 

## Základní údaje
Kmeny nejstarších lip se nevysoko nad zemí výrazně rozšiřují a v jednotné výšce se dělí na několik srovnatelně silných terminálů. Připomínají tak ruce s otevřenými dlaněmi. Jelikož se tento růstový fenomén vyskytuje jen u lip, které jsou stejně staré (u novější výsadby nahrazující zaniklé stromy již není) a které zároveň rostou v okolí církevních budov, je možné, že šlo o záměr. Zda tohoto efektu bylo dosaženo těsnou sadbou stromků, jejichž kmeny srostly, nebo specifickým sestřihem, ale známo není.
Botanicky jde o lípy velkolisté (Tilia platyphyllos). Lípy podle registru AOPK ČR nebyly oficiálně vyhlášené jako památné a nejsou chráněné ani jako významný krajinný prvek. Kvůli jejich pozoruhodnému habitu je ale často zmiňuje literatura a byl jim věnován prostor i v televizním pořadu Paměť stromů, konkrétně v dílu č. 12: Stromy u klášterů a poutních míst

### Lípy u kláštera
První skupina lip roste u kostela bývalého klášterního komplexu (dnes zámek) v zámecké ulici:
- lípa před kostelem: 49°36'13.75"N, 15°39'0.34"E
- lípa v aleji: 49°36'13.14"N, 15°38'57.32"E

### Lípy u svaté Anny
Na sever od Pohledu vede stará lipová alej směrem k současné hlavní silnici. Poblíž místa, kde se spojují, vybíhá na západ asfaltová cesta ke svaté Anně, rovněž lemovaná lipami. U hlavní silnice roste jedna stará lípa, druhou (velmi pravidelnou) můžeme najít blíž k poutnímu místu před opravenou budovou bývalého lázeňského hostince:
- lípa u svaté Anny: 49°36'52.47"N, 15°39'45.42"E

## Historie a pověsti
K místu se váže pověst o založení původní kaple. Klášterní písař Jakub Čermák při cestě lesem zahlédl jelena, vydal se za ním, ale při pronásledování zapadl do bažiny a nedokázal se z ní dostat. Když už byl přesvědčený, že se zde utopí, uslyšel jakoby z nitra země zvuk varhan a zpěv. Ve zpěvu zaslechl jméno svaté Anny, a tak se k ní začal modlit a přislíbil jí, že pokud ho zachrání, vystaví pro ni na místě kapli. Poté se mu podařilo z bažiny dostat. Močál nechal vysušit a přikázal stavbu kaple (poblíž dnešní lípy). Přitom byl objeven léčivý pramen. Co ale zedníci přes den postavili, našli vždy ráno rozbořené. Tak se dělo po tři noce. Třetího dne našli východně od rozbořené stavby stopy a usoudili, že jim tak sama svatá Anna ukázala, kde má kaple stát. Pak už probíhala stavba bez problémů.
U svaté Anny se usadil poustevník a pro abatyši z Pohledu zaznamenával léčitelské zázraky. V letech 1757-1773 jich bylo celkem 28! Další se prý děly při stavbě nové kaple roku 1844, na níž se podílel i Santini. Samotný klášter zanikl roku 1782 na příkaz Františka Josefa II. Zámek i areál pustly do roku 1807, kdy nemovitosti kláštera koupil hrabě Josef z Unwerthu, který klášter přestavěl na zámek. Pao strýci Josefovi z Unverthu areál zdědil hrabě Evžen Sylva-Taroucca, nechal zvelebit okolí zámku a u svaté Anny vystavěl lázně, které sloužily do počátku 20. století (tam, kde podle pověsti byla původně stavěna kaplička a kde dnes stojí stará rozsochatá lípa).

## Památné a významné stromy v okolí
- Lípy u Rozsochatce (u blízkého Rozsochatce rostou dvě památné lípy podobné těm z Pohledu, obvodem 6 a 8 metrů)
- Lípa u svatého Jana (Havlíčkův Brod)
- alej Přibyslav-Žižkovo pole (274 stromů, především lípy, javory)
- Přibyslavský buk (ve školní zahradě)
- Lípa a jasan na hřbitově (Přibyslav)